# 荒井進三
荒井 進三（あらい しんぞう、1935年10月28日 - ）は、日本のプロゴルファー。

## 来歴
1970年の第1回ブリヂストントーナメントでは5位に入り、1972年にはダンロップフェニックストーナメントの前身に当たる第1回「フェニックストーナメント」で橘田光弘・今井昌雪・鈴村照男と並んでの8位タイに入った。
1972年の日本オープンでは初日を杉原輝雄・尾崎将司と共に4アンダー68の首位タイでスタートし、1976年の関東プロでは2日目の18番で4番アイアンを使ってホールインワンを記録。
シニア転向後の1991年にはヤナセカップで内田繁の2位、1992年のヤナセカップでは石井裕士と並んでの9位タイ、1994年には第一生命カップシニアで新井規矩雄・豊田明夫と並んでの9位タイ、

## 主な著書
- 『ゴルフ―マンツーマン・コーチ (スポーツ・シリーズ)』西東社、1980年9月、ISBN 978-4-79160403-6